# Homalium patoklaense
Homalium patoklaense là một loài thực vật thuộc họ Salicaceae. Loài này có ở Bờ Biển Ngà và Gabon.